# NGC 2507
NGC 2507 је лентикуларна галаксија у сазвежђу Рак која се налази на NGC листи објеката дубоког неба.
Деклинација објекта је + 15° 42' 37" а ректасцензија 8h 1m 37,1s. Привидна величина (магнитуда) објекта NGC 2507 износи 12,7 а фотографска магнитуда 13,6. NGC 2507 је још познат и под ознакама UGC 4172, MCG 3-21-10, CGCG 88-20, IRAS 07587+1550, PGC 22510.